# عرب (خاچماز)
عرب (به ترکی آذربایجانی: Ərab) یک منطقه مسکونی در جمهوری آذربایجان است که در شهرستان خاچماز واقع شده است. عرب ۹۶۹ نفر جمعیت دارد.